# Hájsky potok (přítok Turně)
Hájsky potok je potok ve Slovenském krasu, v západní části okresu Košice-okolí. Je to levostranný přítok Turně, má délku 12 km a je tokem VI. řádu.
Pramení na rozhraní Slovenské krasu a Volovských vrchů, pod Hačavským sedlem (814 m n. m.) na jihozápadním svahu Jeleního vrchu (947,0 m n. m.) v nadmořské výšce přibližně 730 m n. m. Vytváří kaňonovitou Hajskou dolinu a odděluje podcelek Zádielská planina na západě od Jasovské planiny na východě.
Od pramene stéká k obci Hačava, kterou protéká jihovýchodním směrem. Za obcí se hluboko zařezává do krasové planiny, zvětšuje svůj spád a teče na jih přes hlubokou krasovou soutěsku – Hajskou dolinu. Protéká peřejemi v hrubých sedimentovaných vrstvách travertinu, na obou březích míjí několik jeskyní. V oblasti Čertova mostu má soutěska nejdivočejší ráz (šířka jen 10 metrů a až 100 metrů vysoké skalní stěny), vzápětí vytváří soustavu 9 vodopádů na travertinových hrázích, pod názvem Vodopády Hlboký jarok nebo taky Vodopády na Hájském potoce, dosahujících výšku od 1,2 až po 6,6 metrů.
Soutěsku opouští před obcí Háj, zároveň vstupuje do východního výběžku Košické kotliny. Protéká obcí a stáčí se na jihovýchod, obloukem obtéká Turňanský hrad z východu a následně protéká obcí Turňa nad Bodvou, avšak již jižním směrem. Za obcí vytváří výrazný ohyb, zprava přibírá rameno Chotárského potoka (tzv. Zádielský náhon) a dále teče rozšířeným korytem. Ještě jednou se výrazněji stáčí na jihozápad a jižně od Turně nad Bodvou ústí v nadmořské výšce cca 172 m n. m. do Turně.